# Максіда Мерак
Іда Аманда «Максіда» Мерак (швед. Ida Amanda «Maxida» Märak; нар. 17 вересня 1988) — шведсько-саамська виконавиця в жанрі йойк і хіп-хоп, актриса і активістка.

## Життєпис
Максіда — потомствена йойк-співачка, її дід Юхан Марак (швед. Johan Märak) — також виконавець пісень в даному жанрі.
Марак є правозахисницею народу саамі. Брала активну участь у протестах проти шахтного будівництва в місті Каллак у Лапландії, в тому числі записавши в 2014 році спільний альбом Mountain Songs and other Stories зі шведським блюграс-гуртом Downhill Bluegrass Band.
У 2014 році вона взяла участь у передачі шведського телебачення Sápmi Sessions, метою якої є просування саамської культури; в рамках програми Максіда об'єдналася з репером Aki і реггі-гурт King Fari Band. У тому ж році їй була присуджена молодіжна стипендія саамської спільноти Såhkie Umeå «за високу художню якість і стильове розмаїття, які сміливо поєднуються з глибокою соціальною прихильністю майбутнього саамської культури».
У 2014 році брала участь як актриси і продюсерка музики в радіопостановці «Dagbok från Gallok» (Щоденник Галлока) Шведського радіо. Разом з сестрою Тімімі Марак виступала з концертами «Under asfalten ett fjäll» (Під асфальтом гора), проєкт був також політично забарвлений.
У 2015 році спільно з Mando Diao записала пісню-гімн «Love Last Forever» Чемпіонату світу з лижних видів спорту, що проходив у шведському Фалуні.
У 2017 році співпрацювала з футбольним клубом «Естерсунд», також керувала його культурними заходами, темою яких була культура саамів.
У березні 2018 року виступила з власним аранжуванням всім відомої пісні Сари Леандер «Vill ni se en stjärna?» (Хочете побачити зірку?) в антракті «Другого шансу» конкурсу Melodifestivalen 2018.